# ملعب فالمر
ملعب فالمر (بالإنجليزية: Falmer Stadium)‏ هو ملعب كرة قدم في برايتون بإنجلترا. اُفتُتح عام 2011، يتسع الملعب إلى 27 ألف متفرج.